# Пилион (Грчка)
Пилион је полуострво које се налази у срцу Грчке, између Атине и Солуна. То је област у којој се смењују високе планине са богатом вегетацијом и кристално чистим морем на дугим пешчаним плажама.

## O регији
Пилион је планина и велико полуострво у југоисточном делу Тесалије. Сматра се најлепшом планином у Грчкој, те је с правом називају излетиштем Богова. Налази се у самом средишту Грчке, између Солуна и Атине, на 270 км од граничног прелаза Евзони. Пилион са истока запљускују таласи Егејског мора, а са запада залив Пагаситикос. Волос представља културни и административни центар регије Пилион.

### Порекло имена
Ова регија је богата историјом и митологијом. Назив Пилион потиче од митског краља Пелеуса, односно Пелеја, из чијег се брака са нимфом Тетидом родио легендарни грчки јунак Ахил.

## Клима
Пилион има изузетно здраву и умерену климу, а карактеришу је топла лета и хладне зиме. Под утицајем је шумовите планине и Егејског мора, па долази до великих варијација између сезона. Током летњих месеци температура не прелази 26 Ц. Температура преко 30 Ц може се јавити у јулу и августу. Што се тиче зимског периода, најнижа температура је око 7 Ц и доста је блага, посебно на западној страни Пилиона који је заштићен од хладних ветрова који долазе с мора.

## Манифестације
На Пилиону се одржавају и бројне верске прославе и локалне свечаности, које имају за циљ очување своје традиције. Ти фестивали окупљају и мештане овог краја, али и доста туриста странаца. Тако нпр. почетком маја прославља се „Маидон“, празник са симболичним елементима из античких митова о Адонису и Дионису. Фестивал који се одржава у мају (8. мај) је верски празник Лоулоудитис. Тада се прославља дан Агиос Joаниса који се сматра заштитником цвећа и дрвећа. У истоименој цркви, верници тог дана доносе цвеће које свештеник благосиља. Врло су интересантна и венчања на којима се могу видети традиционални обичаји. Ове обичаје задржала су још само понека села, у којима се за време венчања може видети поворка коју прате народни инструменти, а која одводи младожењу до младине куће.

## Знаменитости
Један од најзначајнијих образовних центара у 18. веку био је Грчки музеј (Еллиномоусеио), који се налази у селу Загора. Прва школа у овом месту налазила се у комплексу цркве Св. Јован, а основана је 1712. године. Некадашња школа, а садашњи музеј, чува експонате које потичу из периода од 16. до 19. века, ту је и део посвећен производњи свиле, а и део у коме се налазе рукописи и мапе Риге Фере, у којима су исписана права грчког народа и у коме их он позива на устанак.
Село Загора, поред овог музеја, у својим недрима чува и прелепе старе цркве, праве сведоке уметности. Неке од њих су:
- тробродна базилика Агиа Параскеви која је саграђена 1803. године у насељу Перацхора
- тробродна базилика Агиа Кyриаки потиче из 1740. и у њој се налази јединствени иконостас од резбареног позлаћеног дрвета
- базилика Агиос Георгиос позната је по својој изузетној архитектури, а основана је 1765. године.
Музеј фолклора у селу Макринитса саграђен је 1844. године и налази се у старој, али реновираној палати Топали. Овде можете видети преко 1000 предмета велике народне колекције: традиционална ношња, ратни рукописи, кухиња са историјским посуђем и предметима намењеним за свакодневну употребу. Интересантно је да су и собе овог музеја опремљене традиционалним намештајем и приказују како су собе изгледале у старијим данима.
Једина црква која је „преживела“ када су Немци запалили село Милес 1943. године је Памегистои Таxиархес. Ово је тробродна базилика саграђена 1741. године у којој се може видети иконостас из 18. века и фреске које су недавно обновљене.
Тробродна базилика Агиа Марина право је чудо. Црква се налази у селу Кисос, саграђена је 1745. године и у њој можете видети јединствени иконостас Св. Марина и хагиографије које датирају из 1802, а које су урађене од стране Пагониса. У склопу цркве налази се и музеј, и ту можете видети византијске иконе великих верских и историјских вредности.
Манастир Агиос Лаврентиос налази се у истоименом селу и саграђен је у византијском стилу 1378. године од стране монаха Лаврентиоса. Сваке године 15/16. августа, становници Грчке долазе у овај крај где се одржава велика прослава у знак сећања на овог монаха. Поред прославе, посетиоци овде могу уживати у невероватној лепоти, јер ово је једно од лепших села Пилиона, са античким кућама саграђене у спектакуларној природи.

## Плаже
Пилион обилује бројним плажама. Није фраза ако се каже да је вода мора у овом делу кристално чиста, а њену обалу окружују стрме, зелене падине. Море на североисточној страни често може бити бурно, а на западној је доста смиреније, а самим тим и топлије. Када је реч о плажама, постоје оне са финим, меканим песком, али и камените. Ушушкан испод планине Кентаура, себично чувајући своју традиције. Регија Пилион обилује мноштвом мањих али живописних места, а свако од њих поседује свој јединствени шарм. Већина њих је успела да задржи свој традиционални изглед. Нека од њих су Кала Нера, Коропи, Афисос, Милина...